# 薩米·納傑
薩米·納傑（阿拉伯语：‎，1997年2月7日—）是沙特阿拉伯的职业足球运动员，司职中场。现效力于沙特阿拉伯职业足球联赛的艾納斯，也代表沙特阿拉伯国家足球队。

## 荣誉
利雅得胜利
- 沙特超级盃冠军：2020